# Oreophryne moluccensis
Oreophryne moluccensis är en groddjursart som först beskrevs av Peters och Giacomo Doria 1878.  Oreophryne moluccensis ingår i släktet Oreophryne och familjen Microhylidae. IUCN kategoriserar arten globalt som otillräckligt studerad. Inga underarter finns listade i Catalogue of Life.